# Concerto cho vĩ cầm số 4 (Haydn)
Concerto cho vĩ cầm số 4 cung Sol trưởng (Hob. VIIa/4) của Joseph Haydn là một trong ba bản concerto vĩ cầm còn sót lại của nhà soạn nhạc.

## Bối cảnh sáng tác
Có một số nghi vấn về việc liệu Haydn có viết bản concerto cho vĩ cầm này hay không, mặc dù có sự đồng thuận chung rằng ông đã sáng tác sớm hơn so với giả định, vì nó "cổ hủ" hơn các bản concerto vĩ cầm đã được nhập danh mục trước đó của ông. Như với bản concerto cho vĩ cầm đầu tiên của ông, có thể được viết cho Luigi Tomasini, bè trưởng của dàn nhạc Esterházy, nơi Haydn là kapellmeister (chỉ huy hợp xướng).  Mặc dù được gọi là "đẹp độc nhất vô nhị", Haydn nhận xét, "Tôi không phải là thầy phù thủy sáng tác của bất kỳ nhạc cụ nào, nhưng tôi biết tiềm năng và tác dụng của tất cả. Tôi không phải là một nghệ sĩ dương cầm hay một ca sĩ tồi, và cũng có thể chơi một bản concerto cho vĩ cầm."

## Cấu trúc
Tác phẩm được soạn cho vĩ cầm độc tấu, dàn nhạc dây và basso continuo. Một buổi biểu diễn điển hình kéo dài khoảng 19 phút.
1. Allegro moderato
2. Adagio
3. Chương cuối: Allegro

Chuyển động đầu tiên được nhận xét là "mượt mà và dễ chịu", ngoài ra viết ở dạng sonata, với các ô nhịp nhạc súc tích và được tô điểm công phu. Tiếp theo là một chương giữa giống như aria, đan xen giữa các giọng trưởng và giọng thứ.  Chương này có "sự thân mật và đáng yêu vô song", được theo sau bởi một bản sonata-rondo độc nhất "cao độ". Chương cuối cùng được xem là mang tính Haydnesque (chất nhạc Haydn) nhất trong cả ba chương.